# Пуритане
Пурита́не (англ. Puritans, от лат. puritas «чистота») — английские протестанты, не признававшие авторитета официальной церкви, последователи кальвинизма в Англии в XVI—XVII веках.
Пурита́нство, пуритани́зм, пурита́нская мора́ль — образ жизни, для которого характерны крайняя строгость нравов, целомудрие и аскетическое ограничение потребностей, расчётливость и бережливость, трудолюбие и целеустремлённость; например, игрушки считались бесполезными, а дети с малолетства помогали взрослым в работе.

## Терминология и идентификация
Вопрос об определении термина «пуританство» является крайне дискуссионным. В отличие от других протестантских движений XVI—XVII веков (лютеранство, кальвинизм) пуританство не получило ни институционального развития, ни чёткого доктринального определения. В качестве самоназвания представители пуританского движения обозначали себя «благочестивыми» (англ. godly) и «исповедниками» (англ. professors). «Пуританами», наряду с «precisians» и «лицемерами» (англ. hypocrites), их называли оппоненты. Впервые использование слова «пуритане» в качестве оскорбительного обозначения фиксируется около 1564 года по отношению к нонконформистскому духовенству, отказывающемуся носить предписанные литургические облачения (см. Спор об облачениях), в частности белые стихари. Вероятно, первым данное слово начал употреблять Николас Сандерс. Другим возможным кандидатом является католический эмигрант Томас Степлтон, критиковавший английских протестантов в 1565 году. Для них и других католических полемистов того времени пуритане стояли в одном ряду с раннехристианскими перфекционистскими ересями. Вскоре слово «пуритане» вошло в повседневную речь и распространилось не только на противников официальной церковной иерархии, но и на тех, чьи представления о благочестии отличались от общепринятых. Согласно современному английскому историку Патрику Коллинсону, такое расширительное понимание слова сложилось в начале XVII века.
На базовом уровне современная историография понимает под пуританством разновидность протестантизма, разделяющая основные идеи Мартина Лютера, хотя и с определёнными нюансами в интерпретации. Как и Лютер, основное внимание пуритане уделяли проблеме личного спасения и оправдания через веру. Вместе с основоположниками Реформации пуритане отрицали католическую обрядность и считали папу римского Антихристом, предсказанным в Откровении Иоанна Богослова. Во-вторых, пуританство тяготело к реформатскому, то есть связанному с именами Кальвина, Буцера, Буллингера и других, богословию, считая лютеранские церкви слишком «папистскими» по своей литургии и организации. Вместо этого пуритане стремились к простоте церковной жизни, опасались иконопочитания и ритуалов. Одновременно с этим пуритане разделяли взгляды реформатских богословов на безусловное предопределение, избрание и свободу воли. Сложно определить взаимосвязь между пуританами и Церковью Англии. Начавшись как движение за углубление реформации и против средневековых и католических рудиментов в государственной церкви, к началу 1590-х движение не смогло достичь своей цели, но обрело определённость в том смысле, что его члены могли опознавать друг в друге «праведников». В начале XVII века они пришли к некоторому согласию с Церковью и приобрели в ней влияние, выделяясь своим подчёркнутым благочестием. Такие видные представители, как Ричард Гринхэм, Ричард Роджерс, Уильям Перкинс и Ричард Сиббс имели репутацию «врачевателей душ», убеждая верующих в гарантированности их спасения. В отличие от континентальных кальвинистов, они придерживались строгого соблюдения субботнего покоя (празднование воскресенья как христианской субботы) и ведения благочестивого образа жизни в целом, включая чтение душеспасительной литературы и пение псалмов.
С течением времени пуританизм разделился на многочисленные течения. Ещё при Елизавете I и Якове I некоторые из них порвали с государственной церковью и сформировали сепаратистскую церковную структуру. Самая известная из таких групп, «Отцы-пилигримы» из Скруби (конгрегация Скруби), основали Плимутскую колонию в 1620 году. Во время Английской революции в 1640-х годах под влиянием политических лидеров пуритан (графа Уорика, Джона Пима и Оливера Кромвеля) политическая фрагментация движения ускорилась. Основными течениями, к которым примкнули тысячи прихожан, стали пресвитериане и конгрегационалисты. Также имели влияние сикеры, квакеры, и магглтониане. Нет единого подхода к вопросу о принадлежности этих сект к пуританству. Если, например, баптисты воспринимались пресвитерианами и конгрегационалистами как в достаточной степени благочестивые, то мнение о квакерах и рантерах было существенно худшим. Границы «ортодоксального» пуританства понимались различно разными людьми, и для Кромвеля они включали даже лидера квакеров Джорджа Фокса. В целом, для пуритан более характерно нахождение вне официальной приходской системы, как во время Революции, так и после Реставрации.
Пуританство имело весьма незначительное распространение в Ирландии и Уэльсе. В Новом Свете они не добились успеха на островах Карибского моря и в Виргинии, однако в Новой Англии их успех был несомненен. Идейное влияние английских пуритан отмечается в Нидерландах, Венгрии и Трансильвании.
Как правило, хронологическую границу существования пуританского движения в Англии устанавливают в конце XVII века и в 1730-х годах для Северной Америки.

## История

### Радикализация протестантизма при Тюдорах
Согласно традиционной точке зрения, развитие протестантизма в Англии при Тюдорах происходило путём спокойных и умеренных преобразований, институциональным выражением чего стала Церковь Англии. Такой взгляд выражен в ставшей классической работе Артура Дикенса «The English Reformation» (1964). Антирадикальный характер преобразований в Англии подчёркивал и Роланд Бэйнтон («The Reformation of the Sixteenth Century», 1952). Последующие исследователи, на основании более тщательного анализа пришли к выводу о том, что умеренность англиканства является «мифом», и в сравнении с прежними формами религиозных практик его таковым признать нельзя. Применительно к тюдоровскому периоду, впрочем, представление о радикальности английской Реформации осталось маргинальным. Томас Кранмер, её лидер при Генрихе VIII (1509—1547) и Эдуарде VI (1547—1553), характеризуется как крайне осмотрительный реформатор, ненавидящий радикалов ещё больше, чем консерваторов. Напротив, считается, что радикальные евангелисты, находясь в 1540-х годах в изгнании, находились в стороне от актуальных процессов.
Согласно преобладающей в историографии точке зрения, в непродолжительное правление королевы Марии I (1553—1558) проявились первые признаки разрыва между «пуританами» и «конформистами». С одной стороны, многие протестанты эмигрировали из Англии в континентальную Европу. Там они познакомились с учением Жана Кальвина. Вернувшись при Елизавете I (1558—1603) на родину, они стали выступать за углубление Реформации, очищение англиканства от сохранявшихся католических рудиментов — требовали заменить епископат выборными старейшинами (пресвитерами), вместо мессы вести проповеди, обряды упростить, а некоторые даже упразднить, лишить храмы украшений. С другой стороны, подавляющее большинство протестантов в правление Марии находились во внешнем согласии с официальной церковью — Кальвин заклеймил таких протестантов как никодемитов, имея в виду новозаветную историю о фарисее Никодиме, посещавшем Христа тайно. Согласно позиции непримиримого крыла марианских изгнанников, необходимо было не только отделиться от государственной церкви, но и активно ей противостоять. С точки зрения ортодоксальной реформатской мысли, как сама королева Елизавета, так и её основные советники (Уильям Сесил, Николас Бэкон и Томас Смит), являлись никодемитами, что вызывало осуждение у части протестантов. Таким образом, в правление Елизаветы остаточный анти-никодемизм продолжал оставаться компонентом пуританской критики. К концу правления Елизаветы I надежды радикалов, среди которых наиболее заметными были Томас Картрайт, Уолтер Треверс, Джон Филд, на углубление реформы организационной структуры церкви и её литургии, были разрушены. Усилиями Филда и Треверса начало формироваться организованное пресвитерианское движение.
При архиепископе Джоне Уитгифте (1583—1604) усилилось давление на диссидентов. В 1583 году было установлено, что каждый исполняющий церковные обязанности должен подписать три статьи: признание королевской супрематии, признание 39 статей словом Божьим, и что Книга общих молитв не содержит ничего, что бы противоречило Писанию и должна использоваться. От 300 до 400 священников отказались подписать эти статьи и были отстранены от своих обязанностей. В 1580-е годы организационная структура нонконформистов была ещё достаточно слабой, и редко предполагала постоянное членство или определённое место для религиозных собраний. Отказ признать королевскую супрематию делал пуритан политически не благонадёжными. В 1587 году был арестован Генри Барроу, утверждавший, что правитель не имеет права издавать религиозные законы; в 1593 году он был казнён по обвинению в измене вместе с другими лидерами сепаратистов Джоном Гринвудом и Джоном Пенри.

### Пуритане и Английская революция
В начале своего правления в Англии король Яков I (1603—1625) столкнулся с мощным запросом пуритан на реформы. Поскольку Церковь Шотландии была пресвитерианской, пуритане надеялись на сочувствие нового монарха. Королю было направлено множество петиций, самую известную из которых подписала тысяча священников, призывающих улучшить литургию и религиозную дисциплину. Созванная в январе 1604 года Хэмптон-кортская конференция не принесла примирения — вопрос о статьях 1583 года оказался неразрешимым. Назначение в том же году Ричарда Бэнкрофта архиепископом Кентерберийским усугубило отчуждение между пуританами и королём, продолжавшего настаивать на подписании статей. Преемник Бэнкрофта, Джордж Эббот проводил терпимую политику по отношению к тем, кто отказывался принять все литургические практики Елизаветинского урегулирования. Взглядам пуритан не противоречила поддержка со стороны короля на Дордрехтском синоде 1618 года кальвинистов против арминиан. В результате у пуритан не было существенных причин для возмущений до конца царствования Якова I. Одновременно проводилась политика вытеснения «радикального» пуританства из общественной жизни. Начало Тридцатилетней войны, воспринимавшейся как апокалиптическая битва протестантов с католиками, и дипломатические усилия Якова уладить конфликт путём династического брака принца Карла с испанской инфантой рассматривались радикалами как неприемлемые. Ответом короля стало издание в 1622 году «Наставлений проповедникам» (Directions to Preachers), запрещавшим проповедовать перед простонародьем о сложных вопросах предопределения, избрания, репробации и тому подобном. Проповедникам разрешалось выступать против взглядов своих католических или пуританских оппонентов, не допуская при этом грубых инвектив. В 1624 году, в ответ на публикацию памфлета пуританского активиста Ричарда Монтегю «A New Gag for an Old Goose», формально направленного против католиков, но минимизирующего различие между Церковью Англии и Римом, запрет был усилен. Пуританство у Монтегю практически отождествлялось с кальвинистской и арминианской ортодоксией. Монтегю был обвинён в оскорблении короля, его дело разбиралось комиссией парламента, но было отложено в связи со смертью Якова и болезнью обвиняемого. Конференция, состоявшаяся в феврале 1626 года в Йорк-хаузе продолжила линию на размежевание кальвинистов и анти-кальвинистов.
При Карле I (1625—1649) Монтегю и арминиане получили поддержку, после того как король летом 1626 года издал прокламацию о религиозном мире, запретив проповедование новых учений. С точки зрения арминиан, под это определение попало учение о предопределении, важнейшее для кальвинистов. Некоторые из них были вынуждены, как и при Марии I, покинуть Англию, переселиться в континентальную Европу . Часть из них отправилась в Северную Америку, их поселение в Новой Англии на территории нынешнего Массачусетса в 1620 году в большой степени определило характер английского заселения Северной Америки. Пуритане, оставшиеся в Англии и вошедшие в Парламент, в 1620-х годах продвигали относительно аполитичную повестку, добиваясь законодательного ограничения не благочестивого поведения. После убийства герцога Бекингема начали звучать обвинения пуритан в опасности для монархии. В 1629 году Парламент принял закон в защиту чистоты протестантизма, определив свою религию через признание 39 статей, Ламбетских статей 1595 года, Ирландский статей архиепископа Джеймса Ашшера (1615) и решений Дордрехтского синода, но уже неделю спустя Парламент был распущен. В 1632 году архиепископом Кентерберийским стал противник пуритан Уильям Лод.
Пуританизм стал идеологическим знаменем Английской революции 1640—1649 годов. Неоднородность социально-политического состава пуритан привела к выделению среди них трёх сил: умеренного (пресвитериане), радикального (индепенденты) течений, а также низов Англии (левеллеры).

### После революции
В период реставрации Стюартов наряду с другими нонконформистами стали жертвой репрессивного Кодекса Кларендона. Благодаря «Славной революции», Акт о веротерпимости 1689 года отчасти смягчил их положение. Окончательное уравнивание в правах со сторонниками официальной церкви произошло после издания в 1828 году Акта об отмене священной клятвы.

## Место в обществе
Пуритане обладали дисциплинированностью, страстным стремлением к почитанию Бога и желанием духовного возрождения.
Пуритане отличались религиозным фанатизмом, храбростью, упорством, уверенностью в своей исключительности и «избранности», аскетизмом и расчётливостью в экономических вопросах. Тот, кто страдает, побеждает (vincit qui patitur) — был их девиз.